# Antonio Creus
Antonio Creus (n. 28 octombrie 1924, Madrid, Spania – d. 19 februarie 1996, Madrid, Spania) a fost un pilot de Formula 1. De-a lungul carierei a luat startul în 1 cursă, niciuna din pole-position. Nu a câștigat nicio cursă și nu a terminat niciodată pe podium, acumulând 0 puncte în întreaga activitate ca pilot de Formula 1.